# Chaerea maritimus
Chaerea maritimus är en spindelart som beskrevs av Simon 1884. Chaerea maritimus ingår i släktet Chaerea och familjen kardarspindlar.
Artens utbredningsområde är Algeriet. Inga underarter finns listade i Catalogue of Life.